# 萨兹
萨兹（法語：Saze，法語發音：[saz]）是法国加尔省的一个市镇，属于尼姆区。

## 地理
萨兹（43°56'30"N, 4°40'53"E）面积12.6 平方千米，位于法国奧克西塔尼大區加尔省，该省份为法国南部沿海省份，南端濒地中海，北起顺时针与阿尔代什省、沃克吕兹省、罗讷河口省、埃罗省、阿韦龙省和洛泽尔省接壤。
与萨兹接壤的市镇（或旧市镇、城区）包括：莱桑格勒、阿拉蒙、多马藏、罗谢福尔迪加尔。

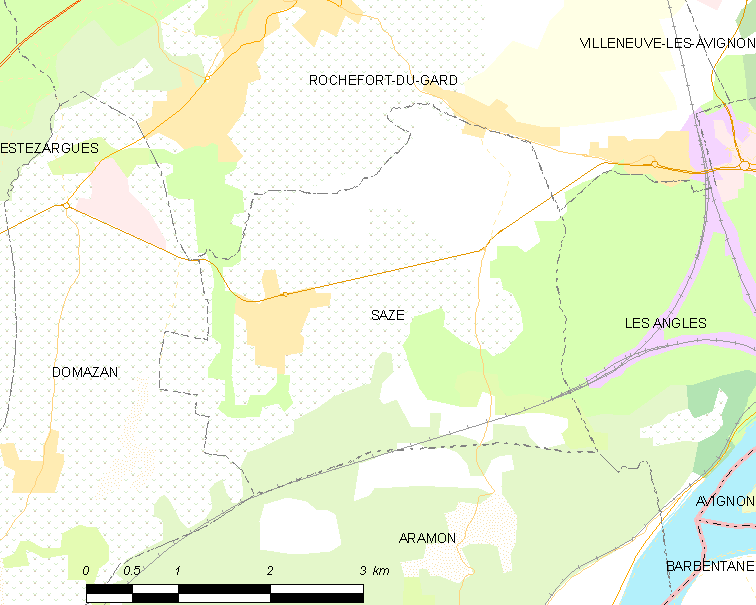
萨兹的OSM定位图

萨兹的时区为UTC+01:00、UTC+02:00（夏令时）。

## 行政
萨兹的邮政编码为30650，INSEE市镇编码为30315。

## 政治
萨兹所属的省级选区为阿维尼翁新城县。

## 人口

1962-2008年间萨兹人口变化图示

萨兹于2022年1月1日时的人口数量为2097人。